# Portret Augusta III (1696–1763), króla Polski
Portret Augusta III (1696-1763), króla Polski – obraz olejny (portret) namalowany przez anonimowego malarza polskiego w 1750 roku. 
Jest to replika warsztatowa oficjalnego wizerunku elektora Saksonii, króla Polski i wielkiego księcia litewskiego Augusta III Sasa namalowanego przed 1750 rokiem w Dreźnie przez francuskiego malarza Louisa de Silvestre'a:

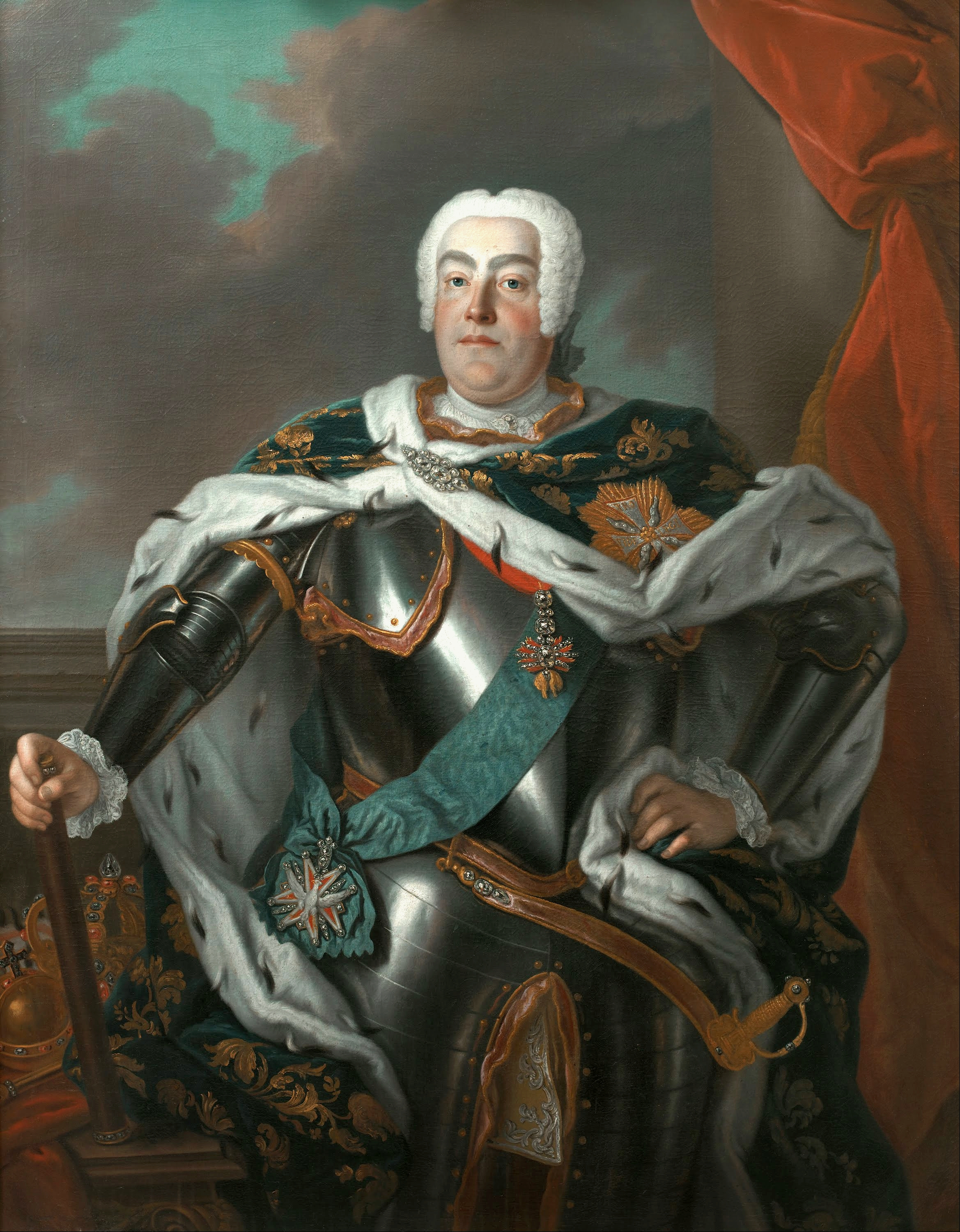

## Opis repliki
August III przedstawiony jest z Orderem Złotego Runa (nadanym w 1721 roku) i Orła Białego (data nadania nieznana). Wspiera się na regimencie będącym oznaką władzy wojskowej.
Obraz znajduje się w zbiorach Muzeum Narodowego w Warszawie.